# Diphyus castanopyga
Diphyus castanopyga ist eine Schlupfwespe aus der Unterfamilie der Ichneumoninae. Die Art wurde von dem englischen Entomologen James Francis Stephens im Jahr 1835 als Ichneumon castanopyga erstbeschrieben. Das Art-Epitheton castanopyga setzt sich aus den Wortteilen castano für „kastanienfarben“ und pyga aus dem Altgriechischen für „Gesäß“ oder „Schwanz“ zusammen.

## Merkmale
Die Schlupfwespen sind etwa 12 mm lang. Kopf, Thorax und Beine sind schwarz. Die Enden der vier hinteren Femora sowie die inneren Ränder der Tibien sind meist strohfarben. Für die Weibchen gilt: Die schwarzen Fühler sind vom 9. bis zum 15. Fühlerglied auf der Oberseite weiß gefärbt. Die ersten beiden Tergite sind schwarz, während die restlichen Tergite kastanienbraun gefärbt sind. Der Ovipositor (Legebohrer) überragt nicht den amblypygen lang-ovalen Hinterleib.
Für die Männchen gilt: Die Fühler sind vollständig schwarz gefärbt. Die inneren Augenränder (Orbita) sind weiß. An den Seiten des Thorax an der Basis der Flügel befinden sich drei weiße Flecke. Die vier basalen Tergite sind schwarz, die restlichen sind hell glänzend kastanienfarben.

## Verbreitung
Diphyus castanopyga ist in Europa weit verbreitet. Im Norden reicht das Vorkommen bis nach Skandinavien und auf die Britischen Inseln, im Süden bis nach Spanien sowie im Osten bis nach Russland und Zentralasien (Nordost-Iran).

## Lebensweise
Diphyus castanopyga ist ein koinobionter Endoparasitoid verschiedener Großschmetterlinge (Macrolepidoptera). Die Weibchen stechen ein Ei in die Wirtsraupe. Die geschlüpfte Schlupfwespenlarve entwickelt sich innerhalb der Raupe und tötet diese erst nach deren Verpuppung. Als Wirtsart ist die Meldeneule (Trachea atriplicis) bekannt. Die Schlupfwespen beobachtet man hauptsächlich von Ende Juni bis Anfang September. Sie halten sich meist in der Krautschicht auf. Nach ihrer Überwinterung erscheinen die Weibchen im zeitigen Frühjahr und stechen überwinternde Eulenfalter-Raupen an.